# Первый маршал Империи
Первый Маршал Империи (итал. Primo Maresciallo dell'Impero) — наивысшее воинское звание в Королевских Вооружённых силах Италии в 1938—1946 гг. Является «шестизвёздным» званием (по применяемой в НАТО кодировке — OF-11). Примерный аналог звания Генералиссимус.
Звание установлено 30 марта 1938 года по предложению Бенито Муссолини в связи с победой во Второй итало-эфиопской войне в Эфиопии и провозглашением Итальянской Империи.
Звание учреждено законом, принятым 2 апреля 1938 года Королевским Сенатом и Палатой депутатов, и сразу же было присвоено Королю Италии Виктору Эммануилу III и Бенито Муссолини. Это вызвало недовольство в монархических кругах, которые не приняли положение, при котором в военной иерархии есть лицо, равное Королю.